# Lázaro Martínez (trójskoczek)
Lázaro Martínez (ur. 3 listopada 1997 w Guantánamo) – kubański lekkoatleta specjalizujący się w trójskoku.
W 2013 został złotym medalistą mistrzostw świata juniorów młodszych w Doniecku, a rok później triumfował podczas juniorskich mistrzostw świata w Eugene. Medalista mistrzostw Kuby. Halowy mistrz świata z Belgradu (2022) oraz wicemistrz światowego czempionatu na otwartym stadionie w Budapeszcie (2023).
Rekord życiowy: stadion – 17,51 (7 lipca 2023, San Salvador) / 17,71w (5 maja 2023, Doha), hala – 17,64 (18 marca 2022, Belgrad).

## Osiągnięcia
| Rok  | Impreza                               | Miejsce        | Lokata      | Wynik  |
| ---- | ------------------------------------- | -------------- | ----------- | ------ |
| 2013 | Mistrzostwa świata juniorów młodszych | Donieck        | 1. miejsce  | 16,63  |
| 2013 | Mistrzostwa panamerykańskie juniorów  | Medellín       | 1. miejsce  | 16,49  |
| 2014 | Mistrzostwa świata juniorów           | Eugene         | 1. miejsce  | 17,13  |
| 2014 | Igrzyska Ameryki Środkowej i Karaibów | Xalapa         | 2. miejsce  | 16,91  |
| 2015 | Mistrzostwa panamerykańskie juniorów  | Edmonton       | 2. miejsce  | 16,52w |
| 2016 | Mistrzostwa świata juniorów           | Bydgoszcz      | 1. miejsce  | 17,06  |
| 2016 | Igrzyska olimpijskie                  | Rio de Janeiro | 8. miejsce  | 16,68  |
| 2017 | Mistrzostwa świata                    | Londyn         | 12. miejsce | 16,25  |
| 2022 | Halowe mistrzostwa świata             | Belgrad        | 1. miejsce  | 17,64  |
| 2022 | Mistrzostwa ibero-amerykańskie        | La Nucia       | 1. miejsce  | 17,30  |
| 2022 | Mistrzostwa świata                    | Eugene         | –           | NM     |
| 2023 | Igrzyska Ameryki Środkowej i Karaibów | San Salvador   | 1. miejsce  | 17,51  |
| 2023 | Mistrzostwa świata                    | Budapeszt      | 2. miejsce  | 17,41  |
| 2023 | Igrzyska panamerykańskie              | Santiago       | 1. miejsce  | 17,19  |
| 2024 | Halowe mistrzostwa świata             | Glasgow        | 8. miejsce  | 16,69  |
| 2024 | Igrzyska olimpijskie                  | Paryż          | 8. miejsce  | 17,34  |
| 2025 | Halowe mistrzostwa świata             | Nankin         | 13. miejsce | 14,04  |